# Senatori della III legislatura della Repubblica Italiana
Questo elenco riporta i nomi dei senatori della III legislatura della Repubblica Italiana dopo le elezioni politiche del 1958.

## Consistenza dei gruppi
| Gruppo                                                          | Eletti | A vita | Totale |
| --------------------------------------------------------------- | ------ | ------ | ------ |
| Democrazia Cristiana (DC)                                       | 122    | -      | 122    |
| Partito Comunista Italiano (PCI)                                | 57     | -      | 57     |
| Partito Socialista Italiano (PSI)                               | 36     | -      | 36     |
| Movimento Sociale Italiano - Partito Nazionale Monarchico (PNM) | 10     | -      | 10     |
| Gruppo misto                                                    | 21     | 7      | 28     |
| Totale                                                          | 246    | 7      | 253    |

- Il prospetto indicato dal sito del Senato non tiene conto dei 2 senatori eletti il giorno successivo all'inaugurazione della legislatura, Ambrogio Donini (PCI) e Carlo Ronza (PSI), indicando pertanto come plenum dell'assemblea 251 senatori anziché 253.
- Dei 2 senatori eletti nella lista PCI-PSI, uno aderisce al gruppo PCI, l'altro al gruppo PSI.
- I senatori di origine elettiva aderenti al gruppo misto sono così ripartiti: 5 Partito Socialista Democratico Italiano; 5 Partito Monarchico Popolare; 4 Partito Liberale Italiano; 2 Partito Popolare Sudtirolese; 1 Indipendente di Sinistra Aosta; 1 dei 123 senatori eletti nella DC (Cesare Merzagora); 3 dei 59 senatori eletti nel PCI (Francesco Cerabona, Giuseppe Granata ed Enrico Molè).

## Composizione storica
| Nominativo                      | Regione               | Collegio                             | Gruppo (lista) |
| ------------------------------- | --------------------- | ------------------------------------ | -------------- |
| Teodosio Aimoni                 | Lombardia             | Ostiglia                             | PCI            |
| Giuseppe Alberti                | Lazio                 | Viterbo                              | PSI            |
| Pietro Amigoni                  | Lombardia             | Lecco                                | DC             |
| Ugo Angelilli                   | Lazio                 | Civitavecchia                        | DC             |
| Armando Angelini                | Toscana               | Viareggio                            | DC             |
| Cesare Angelini                 | Toscana               | Lucca                                | DC             |
| Nicola Angelini                 | Puglia                | Bitonto                              | DC             |
| Domenico Arcudi                 | Sicilia               | Palermo II                           | MSI-PNM (PNM)  |
| Antonio Azara                   | Sardegna              | Tempio-Ozieri                        | DC             |
| Mario Baldini                   | Emilia-Romagna        | Modena                               | DC             |
| Arialdo Banfi                   | Lombardia             | Rho                                  | PSI            |
| Leopoldo Baracco                | Piemonte              | Asti                                 | DC             |
| Gaetano Barbareschi             | Liguria               | Genova III                           | PSI            |
| Michele Barbaro                 | Calabria              | Reggio Calabria                      | MSI-PNM (MSI)  |
| Giuseppe Bardellini             | Emilia-Romagna        | Portomaggiore                        | PSI            |
| Edoardo Battaglia               | Sicilia               | Termini Imerese - Cefalù             | Misto (PLI)    |
| Emilio Battista                 | Lazio                 | Latina                               | DC             |
| Vincenzo Bellisario             | Abruzzo e Molise      | Lanciano-Vasto                       | DC             |
| Pietro Bellora                  | Lombardia             | Clusone                              | DC             |
| Luigi Benedetti                 | Trentino-Alto Adige   | Trento                               | DC             |
| Giorgio Bergamasco              | Lombardia             | Milano I                             | Misto (PLI)    |
| Antonio Berlingieri             | Calabria              | Rossano                              | DC             |
| Giuseppe Berti                  | Sicilia               | Sciacca                              | PCI            |
| Giovanni Bertoli                | Campania              | Napoli V                             | PCI            |
| Giovanni Battista Bertone       | Piemonte              | Mondovì                              | DC             |
| Guido Bisori                    | Toscana               | Prato                                | DC             |
| Renato Bitossi                  | Toscana               | Firenze II                           | PCI            |
| Giorgio Bo                      | Liguria               | Genova IV                            | DC             |
| Carlo Boccassi                  | Piemonte              | Alessandria-Tortona                  | PCI            |
| Antonio Boggiano Pico           | Liguria               | Chiavari                             | DC             |
| Antonio Bolettieri              | Basilicata            | Matera                               | DC             |
| Antonio Bonadies                | Lazio                 | Roma V                               | DC             |
| Ugo Bonafini                    | Lombardia             | Cantù                                | PSI            |
| Pietro Borgarelli               | Piemonte              | Alessandria-Tortona                  | Misto (PSDI)   |
| Giacinto Bosco                  | Campania              | Piedimonte Matese - Sessa Aurunca    | DC             |
| Ilio Bosi                       | Emilia-Romagna        | Ferrara                              | PCI            |
| Giovanni Braschi                | Emilia-Romagna        | Fiorenzuola d'Arda - Fidenza         | DC             |
| Angelo Buizza                   | Lombardia             | Brescia                              | DC             |
| Jaures Busoni                   | Toscana               | Arezzo                               | PSI            |
| Antonio Bussi                   | Piemonte              | Novara                               | DC             |
| Pietro Caleffi                  | Lombardia             | Milano V                             | PSI            |
| Pietro Canonica                 | A vita                | –                                    | Misto          |
| Enzo Capalozza                  | Marche                | Urbino                               | PCI            |
| Enrico Carboni                  | Sardegna              | Oristano                             | DC             |
| Mario Carelli                   | Marche                | Macerata                             | DC             |
| Carmelo Caristia                | Sicilia               | Caltagirone                          | DC             |
| Martino Caroli                  | Puglia                | Gallipoli-Galatina                   | DC             |
| Giuseppe Caron                  | Veneto                | Treviso                              | DC             |
| Antonio Caruso                  | Sicilia               | Catania II                           | PCI            |
| Pasquale Cecchi                 | Campania              | Castellammare di Stabia              | PCI            |
| Angelo Cemmi                    | Lombardia             | Breno                                | DC             |
| Pietro Cenini                   | Lombardia             | Chiari                               | DC             |
| Francesco Cerabona              | Basilicata            | Matera                               | Misto (PCI)    |
| Angelo Cerica                   | Lazio                 | Frosinone                            | DC             |
| Giuseppe Cerulli Irelli         | Abruzzo e Molise      | Teramo                               | DC             |
| Ennio Cervellati                | Emilia-Romagna        | Ravenna                              | PCI            |
| Stanislao Ceschi                | Veneto                | Cittadella                           | DC             |
| Renato Chabod                   | Valle d'Aosta         | Aosta                                | Misto (IS)     |
| Vincenzo Chiola                 | Abruzzo e Molise      | Pescara                              | PCI            |
| Alberto Cianca                  | Marche                | Jesi-Senigallia                      | PSI            |
| Mario Cingolani                 | Umbria                | Perugia I                            | DC             |
| Alfredo Conti                   | Emilia-Romagna        | Piacenza                             | DC             |
| Guido Corbellini                | Lombardia             | Rho                                  | DC             |
| Giovanni Maria Cornaggia Medici | Lombardia             | Monza                                | DC             |
| Luigi Crespellani               | Sardegna              | Cagliari                             | DC             |
| Gabriele Criscuoli              | Campania              | Sant'Angelo dei Lombardi             | DC             |
| Amedeo D'Albora                 | Campania              | Napoli II                            | Misto (PMP)    |
| Giuseppe Dardanelli             | Piemonte              | Mondovì                              | Misto (PLI)    |
| Francesco De Bosio              | Veneto                | Verona Pianura                       | DC             |
| Alfonso De Giovine              | Puglia                | Lucera                               | DC             |
| Domenico De Leonardis           | Puglia                | Barletta-Trani                       | PCI            |
| Angelo De Luca                  | Abruzzo e Molise      | Chieti                               | DC             |
| Carlo De Luca                   | Lazio                 | Viterbo                              | DC             |
| Luca De Luca                    | Calabria              | Catanzaro                            | PCI            |
| Enrico De Nicola                | A vita                | –                                    | Misto          |
| Guido De Unterrichter           | Trentino-Alto Adige   | Mezzolombardo                        | DC             |
| Paolo Desana                    | Piemonte              | Casale Monferrato - Chivasso         | DC             |
| Araldo di Crollalanza           | Puglia                | Bari                                 | MSI-PNM (MSI)  |
| Alfio Di Grazia                 | Sicilia               | Catania I                            | DC             |
| Giuseppe Di Prisco              | Veneto                | Verona Pianura                       | PSI            |
| Angelo Di Rocco                 | Sicilia               | Caltanissetta                        | DC             |
| Ambrogio Donini                 | Lazio                 | Roma VII                             | PCI            |
| Luigi Einaudi                   | A vita                | –                                    | Misto          |
| Luigi Fabbri                    | Umbria                | Terni                                | PSI            |
| Giorgio Fenoaltea               | Lazio                 | Rieti                                | PSI            |
| Francesco Ferrari               | Puglia                | Tricase                              | DC             |
| Lando Ferretti                  | Lazio                 | Roma III                             | MSI-PNM (MSI)  |
| Umberto Fiore                   | Sicilia               | Ragusa                               | PCI            |
| Gaetano Fiorentino              | Campania              | Napoli III                           | Misto (PMP)    |
| Arcangelo Florena               | Sicilia               | Patti                                | DC             |
| Basilio Focaccia                | Campania              | Sala Consilina - Vallo della Lucania | DC             |
| Paolo Fortunati                 | Emilia-Romagna        | Bologna II                           | PCI            |
| Enea Franza                     | Campania              | Benevento - Ariano Irpino            | MSI-PNM (MSI)  |
| Guido Franzini                  | Emilia-Romagna        | Reggio Emilia                        | Misto (PSDI)   |
| Luigi Gaiani                    | Veneto                | Adria                                | PCI            |
| Luisa Gallotti Balboni          | Emilia-Romagna        | Portomaggiore                        | PCI            |
| Giuseppe Garlato                | Friuli-Venezia Giulia | San Vito al Tagliamento              | DC             |
| Simone Gatto                    | Sicilia               | Trapani                              | PSI            |
| Silvio Gava                     | Campania              | Castellammare di Stabia              | DC             |
| Oreste Gelmini                  | Emilia-Romagna        | Modena                               | PCI            |
| Giacinto Genco                  | Puglia                | Altamura                             | DC             |
| Guido Giacometti                | Veneto                | Chioggia                             | PSI            |
| Giovanni Battista Gianquinto    | Veneto                | Venezia                              | PCI            |
| Camillo Giardina                | Sicilia               | Termini Imerese - Cefalù             | DC             |
| Giovanni Giraudo                | Piemonte              | Cuneo - Saluzzo                      | DC             |
| Bruno Gombi                     | Lombardia             | Cremona                              | PCI            |
| Giuseppe Gramegna               | Puglia                | Molfetta                             | PCI            |
| Mario Grampa                    | Lombardia             | Busto Arsizio                        | PSI            |
| Giuseppe Granata                | Sicilia               | Piazza Armerina                      | Misto (PCI)    |
| Luciano Granzotto Basso         | Veneto                | Belluno                              | Misto (PSDI)   |
| Carlo Grava                     | Veneto                | Vittorio Veneto - Montebelluna       | DC             |
| Ludovico Greco                  | Campania              | Napoli IV                            | Misto (PMP)    |
| Teresio Guglielmone             | Piemonte              | Pinerolo                             | DC             |
| Giulio Guidoni                  | Toscana               | Massa-Carrara                        | DC             |
| Giuseppe Imperiale              | Puglia                | Foggia - San Severo                  | PCI            |
| Michelangelo Iorio              | Umbria                | Perugia II                           | PSI            |
| Pasquale Jannaccone             | A vita                | –                                    | Misto          |
| Onofrio Jannuzzi                | Puglia                | Molfetta                             | DC             |
| Angelo Raffaele Jervolino       | Campania              | Nola                                 | DC             |
| Generoso Jodice                 | Campania              | Santa Maria Capua Vetere - Aversa    | PSI            |
| Edgardo Lami Starnuti           | Lombardia             | Milano IV                            | Misto (PSDI)   |
| Leo Leone                       | Abruzzo e Molise      | Teramo                               | PCI            |
| Antonio Lepore                  | Campania              | Cerreto Sannita                      | DC             |
| Carlo Lombardi                  | Lombardia             | Vigevano                             | PCI            |
| Pietro Lombari                  | Campania              | Caserta                              | DC             |
| Angelo Lorenzi                  | Veneto                | Este                                 | DC             |
| Cesare Luporini                 | Toscana               | Volterra                             | PCI            |
| Emilio Lussu                    | Sardegna              | Cagliari                             | PSI (PCI-PSI)  |
| Domenico Macaggi                | Liguria               | Chiavari                             | PSI            |
| Giuseppe Magliano               | Abruzzo e Molise      | Larino                               | DC             |
| Mario Mammucari                 | Lazio                 | Velletri                             | PCI            |
| Michele Mancino                 | Basilicata            | Melfi                                | PCI            |
| Andrea Marabini                 | Emilia-Romagna        | Bologna III - Imola                  | PCI            |
| Giuseppe Marazzita              | Calabria              | Palmi                                | PSI            |
| Francesco Marchini Camia        | Emilia-Romagna        | Borgotaro-Salsomaggiore              | DC             |
| Domenico Marchisio              | Piemonte              | Vercelli                             | PCI            |
| Luigi Mariotti                  | Toscana               | Firenze III                          | PSI            |
| Martino Martini                 | Toscana               | Montevarchi                          | DC             |
| Angelo Custode Masciale         | Puglia                | Bitonto                              | PSI            |
| Oronzo Massari                  | Puglia                | Lecce                                | MSI-PNM (PNM)  |
| Francesco Massimo Lancellotti   | Lazio                 | Roma V                               | Misto (PMP)    |
| Giuseppe Medici                 | Emilia-Romagna        | Castelnovo ne' Monti - Sassuolo      | DC             |
| Luciano Mencaraglia             | Toscana               | Siena                                | PCI            |
| Vincenzo Menghi                 | Lazio                 | Tivoli                               | DC             |
| Umberto Merlin                  | Veneto                | Padova                               | DC             |
| Aristide Merloni                | Marche                | Jesi-Senigallia                      | DC             |
| Cesare Merzagora                | Lombardia             | Vimercate                            | Misto (DC)     |
| Girolamo Messeri                | Sicilia               | Partinico-Monreale                   | DC             |
| Pietro Micara                   | Lazio                 | Velletri                             | DC             |
| Vincenzo Milillo                | Abruzzo e Molise      | Pescara                              | PSI            |
| Giuseppe Mario Militerni        | Calabria              | Castrovillari-Paola                  | DC             |
| Enrico Minio                    | Lazio                 | Civitavecchia                        | PCI            |
| Enrico Molè                     | Lazio                 | Roma IV                              | Misto (PCI)    |
| Giuseppe Molinari               | Sicilia               | Sciacca                              | DC             |
| Dionisio Moltisanti             | Sicilia               | Noto                                 | MSI-PNM (MSI)  |
| Vincenzo Monaldi                | Campania              | Napoli I                             | DC             |
| Alfredo Moneti                  | Toscana               | Arezzo                               | DC             |
| Antonio Monni                   | Sardegna              | Nuoro                                | DC             |
| Mario Montagnana                | Liguria               | La Spezia                            | PCI            |
| Piero Montagnani                | Lombardia             | Milano VI                            | PCI            |
| Gerolamo Lino Moro              | Veneto                | Conegliano-Oderzo                    | DC             |
| Angelo Giacomo Mott             | Trentino-Alto Adige   | Pergine Valsugana                    | DC             |
| Alceo Negri                     | Lombardia             | Mantova                              | PSI            |
| Gastone Nencioni                | Lombardia             | Milano II                            | MSI-PNM (MSI)  |
| Giuliana Nenni                  | Emilia-Romagna        | Ferrara                              | PSI            |
| Giorgio Oliva                   | Veneto                | Schio                                | DC             |
| Giacomo Ottolenghi              | Emilia-Romagna        | Parma                                | PSI            |
| Noè Pajetta                     | Lombardia             | Varese                               | DC             |
| Mario Palermo                   | Campania              | Napoli VI                            | PCI            |
| Giuseppina Palumbo              | Sicilia               | Noto                                 | PSI            |
| Giuseppe Papalia                | Puglia                | Bari                                 | PSI            |
| Giuseppe Paratore               | A vita                | –                                    | Misto          |
| Ferruccio Parri                 | Piemonte              | Novara                               | PSI            |
| Pasqualino Pasqualicchio        | Puglia                | Lucera                               | PCI            |
| Ottavio Pastore                 | Sicilia               | Alcamo                               | PCI            |
| Antonio Pecoraro                | Sicilia               | Corleone-Bagheria                    | DC             |
| Guglielmo Pelizzo               | Friuli-Venezia Giulia | Cividale del Friuli                  | DC             |
| Giacomo Pellegrini              | Friuli-Venezia Giulia | Gorizia                              | PCI            |
| Filippo Pennavaria              | Sicilia               | Ragusa                               | Misto (PMP)    |
| Agostino Pennisi di Floristella | Sicilia               | Acireale                             | DC             |
| Antonio Pesenti                 | Emilia-Romagna        | Carpi                                | PCI            |
| Secondo Pessi                   | Liguria               | Genova II                            | PCI            |
| Cristoforo Pezzini              | Lombardia             | Bergamo                              | DC             |
| Paride Piasenti                 | Veneto                | Verona I                             | DC             |
| Bonaventura Picardi             | Basilicata            | Lagonegro                            | DC             |
| Giacomo Picchiotti              | Toscana               | Volterra                             | PSI            |
| Attilio Piccioni                | Lombardia             | Sondrio                              | DC             |
| Gaspare Pignatelli              | Puglia                | Martina Franca                       | DC             |
| Giacomo Piola                   | Piemonte              | Acqui Terme - Novi Ligure            | DC             |
| Giovanni Ponti                  | Veneto                | Mirano                               | DC             |
| Francesco Primerano             | Calabria              | Nicastro                             | PCI            |
| Raffaele Pucci                  | Campania              | Salerno                              | DC             |
| Luigi Ragno                     | Sicilia               | Barcellona Pozzo di Gotto            | MSI-PNM (MSI)  |
| Pier Carlo Restagno             | Lazio                 | Sora-Cassino                         | DC             |
| Mario Riccio                    | Campania              | Napoli II                            | DC             |
| Pietro Ristori                  | Toscana               | Prato                                | PCI            |
| Antonio Roasio                  | Piemonte              | Torino Dora Oltre Stura Collina      | PCI            |
| Giuseppe Roda                   | Lombardia             | Milano VI                            | PSI            |
| Domenico Romano                 | Calabria              | Palmi                                | DC             |
| Antonio Romano                  | Sicilia               | Enna                                 | DC             |
| Carlo Ronza                     | Piemonte              | Alessandria-Tortona                  | PSI            |
| Luigi Ruggeri                   | Marche                | Jesi-Senigallia                      | PCI            |
| Luigi Russo                     | Puglia                | Monopoli                             | DC             |
| Walter Sacchetti                | Emilia-Romagna        | Reggio Emilia                        | PCI            |
| Giuseppe Salari                 | Umbria                | Foligno-Spoleto                      | DC             |
| Rocco Salomone                  | Calabria              | Vibo Valentia                        | DC             |
| Luis Sand                       | Trentino-Alto Adige   | Bolzano                              | Misto (PPST)   |
| Luigi Renato Sansone            | Campania              | Afragola                             | PSI            |
| Natale Santero                  | Lombardia             | Busto Arsizio                        | DC             |
| Giovanni Sartori                | Piemonte              | Alba                                 | DC             |
| Edgardo Savio                   | Lombardia             | Milano III                           | Misto (PSDI)   |
| Remo Scappini                   | Toscana               | Firenze III                          | PCI            |
| Domenico Schiavone              | Basilicata            | Tricarico                            | DC             |
| Mauro Scoccimarro               | Veneto                | Chioggia                             | PCI            |
| Francesco Scotti                | Lombardia             | Lodi                                 | PCI            |
| Pietro Secchia                  | Piemonte              | Biella                               | PCI            |
| Emilio Secci                    | Umbria                | Orvieto                              | PCI            |
| Emilio Sereni                   | Campania              | Torre del Greco                      | PCI            |
| Giuseppe Maria Sibille          | Piemonte              | Susa                                 | DC             |
| Bruno Simonucci                 | Umbria                | Perugia II                           | PCI            |
| Fermo Solari                    | Friuli-Venezia Giulia | Pordenone                            | PSI            |
| Giovanni Spagnolli              | Trentino-Alto Adige   | Rovereto                             | DC             |
| Lorenzo Spallino                | Lombardia             | Cantù                                | DC             |
| Velio Spano                     | Sardegna              | Iglesias                             | PCI (PCI-PSI)  |
| Tommaso Spasari                 | Calabria              | Catanzaro                            | DC             |
| Francesco Spezzano              | Calabria              | Crotone                              | PCI            |
| Luigi Sturzo                    | A vita                | –                                    | Misto          |
| Amor Tartufoli                  | Marche                | Ascoli Piceno                        | DC             |
| Umberto Terracini               | Toscana               | Livorno                              | PCI            |
| Tiziano Tessitori               | Friuli-Venezia Giulia | Udine                                | DC             |
| Ettore Tibaldi                  | Piemonte              | Verbano-Cusio-Ossola                 | PSI            |
| Karl Tinzl                      | Trentino-Alto Adige   | Bressanone                           | Misto (PPST)   |
| Angelo Donato Tirabassi         | Abruzzo e Molise      | Avezzano                             | DC             |
| Giusto Tolloy                   | Veneto                | San Donà di Piave                    | PSI            |
| Giuseppe Trabucchi              | Veneto                | Verona Collina                       | DC             |
| Umberto Tupini                  | Marche                | Fermo                                | DC             |
| Daniele Turani                  | Lombardia             | Treviglio                            | DC             |
| Franz Turchi                    | Lazio                 | Roma V                               | MSI-PNM (MSI)  |
| Maurizio Valenzi                | Campania              | Napoli I                             | PCI            |
| Ettore Vallauri                 | Friuli-Venezia Giulia | Gorizia                              | DC             |
| Giustino Valmarana              | Veneto                | Bassano del Grappa                   | DC             |
| Franco Varaldo                  | Liguria               | Savona                               | DC             |
| Mario Venditti                  | Campania              | Cerreto Sannita                      | Misto (PLI)    |
| Pietro Ludovico Vergani         | Lombardia             | Pavia                                | PCI            |
| Raoul Zaccari                   | Liguria               | Imperia                              | DC             |
| Giuseppe Zampieri               | Veneto                | Vicenza                              | DC             |
| Francesco Zane                  | Lombardia             | Salò                                 | DC             |
| Gino Zannini                    | Emilia-Romagna        | Rimini                               | DC             |
| Emilio Zanoni                   | Lombardia             | Cremona                              | PSI            |
| Umberto Zanotti Bianco          | A vita                | –                                    | Misto          |
| Ennio Zelioli Lanzini           | Lombardia             | Crema                                | DC             |
| Adone Zoli                      | Toscana               | Firenze I                            | DC             |
| Mario Zotta                     | Basilicata            | Potenza                              | DC             |

1. 1 2  Proclamati eletti il giorno successivo all'inaugurazione della legislatura dopo l'opzione per la Camera da parte dei candidati precedenti in graduatoria: Ambrogio Donini in sostituzione di Edoardo D'Onofrio (già eletto per il collegio elettorale di Roma VI); Carlo Ronza in sostituzione di Paolo Angelino (già eletto per il collegio elettorale di Casale Monferrato - Chivasso).

## Senatori proclamati eletti ad inizio legislatura
Di seguito i senatori proclamati eletti in surrogazione dei candidati plurieletti optanti per la Camera dei deputati.
| Surrogato         | Surrogante      | Lista | Circoscrizione |
| ----------------- | --------------- | ----- | -------------- |
| Paolo Angelino    | Carlo Ronza     | PSI   | Piemonte       |
| Antonio Greppi    | Ugo Bonafini    | PSI   | Lombardia      |
| Sandro Pertini    | Piero Caleffi   | PSI   | Lombardia      |
| Agostino Novella  | Secondo Pessi   | PCI   | Liguria        |
| Mario Angelucci   | Emilio Secci    | PCI   | Umbria         |
| Edoardo D'Onofrio | Ambrogio Donini | PCI   | Lazio          |
| Arturo Michelini  | Lando Ferretti  | MSI   | Lazio          |

## Modifiche intervenute

### Modifiche intervenute nella composizione dell'assemblea
| Uscente                  | Entrante                | Data subentro | Circoscrizione                |
| ------------------------ | ----------------------- | ------------- | ----------------------------- |
| Martino Martini          | Giorgio Braccesi        | 18.09.1958    | Toscana                       |
| Carlo De Luca            | Alessandro Gerini       | 18.09.1958    | Lazio                         |
| Giovanni Braschi         | Guglielmo Donati        | 22.01.1959    | Emilia-Romagna                |
| Teresio Guglielmone      | Raffaele Cadorna        | 24.02.1959    | Piemonte                      |
| Teodosio Aimoni          | Ernesto Zanardi         | 10.04.1959    | Lombardia                     |
| Pietro Bellora           | Emanuele Samek Lodovici | 02.12.1959    | Lombardia                     |
| Giuseppe Caron           | Attilio Venudo          | 09.12.1959    | Veneto                        |
| Raffaele Pucci           | Vincenzo Indelli        | 15.12.1959    | Campania                      |
| Adone Zoli               | Renato Pagni            | 23.02.1960    | Toscana                       |
| Francesco Marchini Camia | Michele Galli           | 30.03.1960    | Emilia-Romagna                |
| Mario Montagnana         | Vincenzo Zucca          | 08.09.1960    | Liguria                       |
| Luigi Fabbri             | Salvatore Bruno         | 30.11.1960    | Umbria                        |
| Rocco Salomone           | Nicola Vaccaro          | 23.11.1960    | Calabria                      |
| Francesco Primerano      | Salvatore De Simone     | 01.02.1961    | Calabria                      |
| Angelo Cerica            | Carlo Latini            | 19.04.1961    | Lazio                         |
| Giovanni Sartori         | Ermenegildo Bertola     | 15.11.1961    | Piemonte                      |
| Mario Grampa             | Carlo Arnaudi           | 17.01.1962    | Lombardia                     |
| Edgardo Savio            | Giuseppe Faravelli      | 17.01.1962    | Lombardia                     |
| Giovanni Ponti           | Pietro Vecellio         | 17.01.1962    | Veneto                        |
| –                        | Giovanni Gronchi        | 11.05.1962    | A vita (di diritto)           |
| Luigi Benedetti          | Luigi Candido Rosati    | 14.06.1962    | Trentino-Alto Adige           |
| Lorenzo Spallino         | Pasquale Valsecchi      | 14.06.1962    | Lombardia                     |
| Giacomo Piola            | Renzo Forma             | 31.01.1963    | Piemonte                      |
| –                        | Meuccio Ruini           | 02.03.1963    | A vita (nomina presidenziale) |

- In data 02.03.1963 i senatori di origine elettiva Cesare Merzagora e Ferruccio Parri sono nominati senatori a vita (non sono surrogati da senatori elettivi).

### Modifiche intervenute nella composizione dei gruppi

#### Democrazia Cristiana
- In data 28.06.1962 aderisce al gruppo Ludovico Greco, proveniente dal gruppo misto.

#### Partito Comunista Italiano
- In data 10.06.1961 lascia il gruppo Secondo Pessi, che aderisce al gruppo misto.
- In data

#### Partito Socialista Italiano
- In data 03.06.1961 aderisce al gruppo Secondo Pessi, proveniente dal gruppo misto.

#### Movimento Sociale Italiano - Partito Nazionale Monarchico
- In data 16.12.1959 aderiscono al gruppo Amedeo D'Albora, Gaetano Fiorentino e Francesco Massimo Lancellotti, provenienti dal gruppo misto.
- In data 13.07.1962 lascia il gruppo Luigi Ragno, che aderisce al gruppo misto.

#### Gruppo misto
- In data 16.12.1959 lasciano il gruppo Amedeo D'Albora, Gaetano Fiorentino e Francesco Massimo Lancellotti, che aderiscono al gruppo MSI-PNM.
- In data 10.06.1961 aderisce al gruppo Secondo Pessi, proveniente dal gruppo PCI.
- In data 03.10.1961 lascia il gruppo Secondo Pessi, che aderisce al gruppo PSI.
- In data 28.06.1962 lascia il gruppo Ludovico Greco, che aderisce al gruppo DC.
- In data 13.07.1962 aderisce al gruppo Luigi Ragno, proveniente dal gruppo MSI-PNM.